# San Ciprián de Repostería
Repostería (llamada oficialmente San Cibrao da Repostería) es una parroquia española del municipio de Palas de Rey, en la provincia de Lugo, Galicia.

## Otras denominaciones
La parroquia también es conocida por los nombres de San Cibrao de Repostería, San Ciprián de Repostería y San Cipriano de Reposterío.

## Organización territorial
La parroquia está formada por nueve entidades de población, constando seis de ellas en el nomenclátor del Instituto Nacional de Estadística español:

### Entidades de población
Entidades de población que forman parte de la parroquia:
- Leboreira (A Leboreira)
- Leilón
- O Sisto
- Pedras
- Rubín
- San Ciprián (San Cibrao)
- Vila de Riba (A Vila de Arriba)

### Despoblados
Despoblados que forman parte de la parroquia:
- As Cancelas
- Setefontes

## Demografía
| Gráfica de evolución demográfica de Repostería entre 2000 y 2020 |
|                                                                  |
| Datos según el nomenclátor publicado por el INE.                 |